# Armin Hildebrandt
Armin Hildebrandt ist ein deutscher Biologe und ehemaliger Professor für molekulare Zoologie an der Universität Bremen.

## Biografie
Hildebrandt studierte an der Christian-Albrechts-Universität zu Kiel Biologie, promovierte dort. Er wurde in Kiel Professor.
Mit der Einrichtung des Studienganges Biologie der neu gegründeten Universität Bremen kam er nach Bremen.  Hildebrandt führte ab 1977 nukleinsäureanalytische und molekulargenetische Verfahren in Bremen ein. Ab 1992 wurden unter dem Namen Labor für Bioanalytik die anwendungsorientierten Aktivitäten in der Genetik in der Arbeitsgruppe von Hildebrandt zusammengefasst. Er war zuletzt stellvertretender Studiendekan.
Einer der bekanntesten Mitarbeiter Hildebrandts war der Bremer Zoologe Hans Konrad Nettmann.

## Publikationen
- Gentechnisch kombinierte billige Viren – Biowaffen als Ersatz für atomare und chemische Massenvernichtungswaffen. In: Ulrike Beisiegel / Rainer Rilling im Auftrag der "Naturwissenschaftler-Initiative Verantwortung für den Frieden" Schriftenreihe.
- Uwe Hobohm, Armin Hildebrandt, Ludger Rensing: A purified cellular extract accelerates the cell cycle in Physarum polycephalum, 1991, Uni Bremen.
- Stefan Renzel, Sigrid Esselborn, Helmut W. Sauer, Armin Hildebrandt: Calcium and Malate Are Sporulation-Promoting Factors of Physarum polycephalum, 2000.

| Personendaten    | Personendaten      |
| ---------------- | ------------------ |
| NAME             | Hildebrandt, Armin |
| KURZBESCHREIBUNG | deutscher Biologe  |
| GEBURTSDATUM     | 20. Jahrhundert    |